# Psilocybe puberula
Psilocybe puberula är en svampart som tillhör divisionen basidiesvampar, och som beskrevs av Cornelis Bas och Machiel Evert ("Chiel") Noordeloos. Psilocybe puberula ingår i släktet slätskivlingar, och familjen Strophariaceae. Arten har ej påträffats i Sverige.